# Runhurî, Colomeea
Runhurî (în ucraineană Рунгури) este o comună în raionul Colomeea, regiunea Ivano-Frankivsk, Ucraina, formată numai din satul de reședință.

## Demografie
Componența lingvistică a comunei Runhurî
     Ucraineană (99,88%)
     Alte limbi (0,12%)
Conform recensământului din 2001, majoritatea populației comunei Runhurî era vorbitoare de ucraineană (99,88%), existând în minoritate și vorbitori de alte limbi.